# Jenő Károly
Jenő Károly (né le 15 janvier 1886 à Budapest en Autriche-Hongrie et mort le 28 juillet 1926 à Turin en Italie) est un footballeur international hongrois, qui évoluait au poste d'avant-centre, avant d'ensuite devenir entraîneur.
En dehors de son pays, il est surtout connu pour être le premier entraîneur de l'histoire du club italien de la Juventus.

## Biographie

### Joueur
Né à Budapest en 1886, à l'époque de l'empire d'Autriche-Hongrie (et aujourd'hui en Hongrie), Kàroly joue durant toute sa carrière dans deux clubs de la capitale hongroise, le MTK Budapest (avec qui il remporte au total quatre titres en sept ans, deux championnats et deux coupes) et le Kispest, où il marque un nombre considérable de buts, et joue avec la Hongrie pour les jeux olympiques de 1912 à Stockholm en Suède en tant que capitaine.
Au total, il marque 10 buts en 25 matchs avec la sélection hongroise entre 1903 et 1918.

### Entraîneur
Après la fin de sa carrière de joueur, Károly entreprend tout d'abord une nouvelle carrière d'entraîneur, et part pour l'Italie diriger le club de Savone durant trois saisons (de 1920 à 1923).
Sous l'ère Agnelli, le club piémontais de la Juventus se professionnalise et le président du club de l'époque, Edoardo Agnelli, souhaite un véritable entraîneur pour son club qu'il vient à peine de racheter (le poste étant à l'époque occupé par les joueurs, principalement le capitaine).
C'est donc Károly qui est choisi pour prendre les rênes de l'équipe, devenant par la même occasion le premier entraîneur du club (26 ans après la création de la Juve). Il dirige son premier match sur le banc de la Juventus le 7 octobre 1923 lors d'une victoire en championnat 2-0 sur l'Inter.
Il meurt à l'âge de 40 ans le 28 juillet 1926 à Turin d'un infarctus quelques jours avant la finale de la ligue nord du championnat d'Italie 1925-1926 contre Bologne. La Juve gagne cette année-là le deuxième Scudetto de son histoire.

## Palmarès

### Palmarès de joueur
Il est champion de Hongrie avec le MTK Budapest en 1903 et en 1908. Il remporte également la Coupe de Hongrie en 1910.
Il est meilleur buteur  en 1903 et en 1905.